# Anita Garvin
Anita Garvin (11 de febrero de 1906 – 7 de julio de 1994) fue una actriz y comediante de nacionalidad estadounidense, activa tanto en el cine mudo como en el sonoro. Fue sobre todo conocida por sus actuaciones acompañando a los comediantes Stan Laurel y Oliver Hardy, y junto a Charley Chase.

## Biografía
Nacida en la ciudad de Nueva York, se mudó a California, trabajando en 1924 en las comedias de Christie Film Company. Más adelante hizo lo propio con Educational Pictures y, finalmente, en 1926 actuó para Hal Roach, trabajando en muchas cintas mudas junto a Charley Chase, Jimmy Finlayson y Max Davidson, así como haciendo ocasionales papeles de reparto en largometrajes. 
En 1928 Garvin colaboró con Marion Byron para hacer una versión femenina, aunque de corta trayectoria, de la pareja formada por Laurel y Hardy. Garvin actuó en un total de once filmes de Laurel y Hardy.  
Ya en la era del cine sonoro, Garvin también actuó en comedias producidas en Educational, Warner Brothers/Vitaphone, RKO Radio Pictures, y Columbia Pictures. 
Su última actuación cinematográfica tuvo lugar en la película de Los tres chiflados Cookoo Cavaliers (1940). Tras ello, dejó la actuación para dedicarse a su familia. Anita Garvin falleció en 1994 en Los Ángeles, California. Fue enterrada en el Cementerio de la Misión San Fernando en Mission Hills (Los Ángeles).

## Selección de su filmografía
- The Sleuth (1925)
- Why Girls Love Sailors (1927)
- With Love and Hisses (1927)
- Sailors Beware (1927)
- Hats Off (1927)
- The Battle of the Century (1927)
- From Soup to Nuts (1928)
- Their Purple Moment (1928)
- ¿Quién es el culpable? (1929)
- Blotto (1930)
- Be Big! (1931)
- Swiss Miss (1938)
- A Chump at Oxford (1940)
- Cookoo Cavaliers (1940)